# Julián Miralles Rodríguez
Julián Miralles Rodríguez (Alberic, 16 novembre 1988) è un pilota motociclistico spagnolo ritiratosi dall'attività agonistica.

## Carriera
Figlio d'arte, suo padre omonimo è stato anch'esso pilota motociclistico di una certa levatura che ha partecipato al motomondiale fino al 1994.
Ha iniziato la sua carriera nel mondo del motociclismo nel 1999 correndo con le 50 cm³ e debuttando nel 2002 nel campionato nazionale spagnolo della classe 125. Nel 2003 ha fatto la prima apparizione in campo internazionale in una prova del campionato europeo, mentre nella stagione successiva ha esordito nel motomondiale con quattro wild card assegnategli per la partecipazione ai GP di Spagna, Francia, Germania e Comunità Valenciana. Nello stesso anno si è piazzato al secondo posto in classifica sia nel campionato spagnolo che in quello europeo, in entrambi i casi nella classe 125.
Nel 2005, sempre nella classe 125 del motomondiale, ha corso le prime gare dell'anno come pilota titolare con una Aprilia del team Aspar, prima di incorrere in un grave incidente durante le prove del GP d'Italia, procurandosi numerose fratture. Dopo esser tornato a correre in Repubblica Ceca, si è infortunato nuovamente in allenamento con le supermotard, riprendendosi per l'ultima gara a Valencia.
Negli anni successivi ha partecipato principalmente al campionato spagnolo, marcando altre presenze come wild card nel mondiale nel 2008 con una Aprilia e poi nel 2012 in Moto3 con una motocicletta motorizzata Honda allestita dal team MIR Racing del padre; in nessuna delle sue partecipazioni è riuscito a raccogliere punti validi per le classifiche iridate.
Nel 2009 si classifica ventunesimo nel Campionato Europeo Velocità svoltosi in gara unica ad Albacete. Nel 2015 è ventiseiesimo nel CEV Moto2. Terminata lapropria carriera agonistica rimane nel mondo del motociclismo in veste di Tecnico da competizione presso il Circuito di Valencia.

## Risultati nel motomondiale
| 2004 | Classe | Moto    |  |    |    |  |  |  |  |     |  |  |  |  |  |  |  |    |  |  | Punti | Pos. |
| ---- | ------ | ------- |  | -- | -- |  |  |  |  | --- |  |  |  |  |  |  |  | -- |  |  | ----- | ---- |
| 2004 | 125    | Aprilia |  | 16 | 25 |  |  |  |  | Rit |  |  |  |  |  |  |  | 19 |  |  | 0     |      |

| 2005 | Classe | Moto    |    |    |    |    |    |  |  |    |  |  |    |  |  |  |  |  |    |  | Punti | Pos. |
| ---- | ------ | ------- | -- | -- | -- | -- | -- |  |  | -- |  |  | -- |  |  |  |  |  | -- |  | ----- | ---- |
| 2005 | 125    | Aprilia | 19 | 28 | 23 | 16 | NP |  |  | NE |  |  | 25 |  |  |  |  |  | 25 |  | 0     |      |

| 2008 | Classe | Moto    |  |  |  |  |  |  |  |  |  |  |    |  |  |  |  |  |  |    | Punti | Pos. |
| ---- | ------ | ------- |  |  |  |  |  |  |  |  |  |  | -- |  |  |  |  |  |  | -- | ----- | ---- |
| 2008 | 125    | Aprilia |  |  |  |  |  |  |  |  |  |  | NE |  |  |  |  |  |  | SQ | 0     |      |

| 2012 | Classe | Moto  |  |  |  |  |  |  |    |  |  |    |  |  |  |  |  |  |  |  | Punti | Pos. |
| ---- | ------ | ----- |  |  |  |  |  |  | -- |  |  | -- |  |  |  |  |  |  |  |  | ----- | ---- |
| 2012 | Moto3  | Honda |  |  |  |  |  |  | 26 |  |  | NE |  |  |  |  |  |  |  |  | 0     |      |

| Legenda | 1º posto        | 2º posto            | 3º posto            | A punti      | Senza punti        | Grassetto – Pole position Corsivo – Giro più veloce |
| Legenda | Gara non valida | Non qual./Non part. | Ritirato/Non class. | Squalificato | '-' Dato non disp. | Grassetto – Pole position Corsivo – Giro più veloce |